# Hans Aanrud
Hans Aanrud (Gausdal, 3 settembre 1863 – Oslo, 11 gennaio 1953) è stato uno scrittore norvegese.
Nato nell'Oppland, scrisse racconti che illustrano la vita rurale nei paesi della Norvegia orientale, guardata con umorismo in un fondo di sottile sentimentalismo; le sue opere si distinsero da quelle di altri scrittori di temi provinciali, quali Johan Bojer, Peter Egge, Gabriel Scott e Jens Tvedt, sia per un maggiore realismo sia per l'utilizzo del bokmål (in quel periodo detta riksmål, "lingua del regno"), il norvegese letterario, rispetto al nynorsk ("lingua popolare" o neonorvegese), tipico della classe contadina. Da ricordare comunque che, nonostante questa scelta letteraria più lontana dal parlato comune rispetto ad altri scrittori, Aanrud inserì spesso e volentieri nei suoi scritti elementi dialettali, aneddoti e dialoghi, spesso di tono umoristico, assai comuni all'epoca.
Il maggiore successo lo ebbe grazie a racconti brevi e novelle, nelle quali fu presentata la realtà quotidiana della classe rurale norvegese, ma egli scrisse anche numerose e apprezzate storie per bambini. Dal racconto Fortaellinger fu tratto nel 1951 il film Storfolk og småfolk, diretto da Tancred Ibsen. 
Giornalista, critico teatrale, direttore del teatro di Bergen e consulente del teatro nazionale di Oslo, fu anche autore di commedie, rese celebri per la descrizione di alcuni personaggi rispecchianti, in chiave satirica, comportamenti e problemi della piccola borghesia di Oslo.

## Opere

### Opere letterarie
- 1891 – Fortaellinger («Racconti»)
- 1896 – En vinternatt og andre fortaellinger («Una notte d'inverno e altri racconti»)
- 1901 – Il seminarista
- 1903 – Sidsel Sidsaerk
- 1910 – Selve Solfeng
- 1912 – Farvel Fantdal

### Pubblicazioni critiche
- Alex Bolckmans, The stories of Hans Aanrud. A stylistic analysis, Bruges, 1960

### Commedie
- 1895 – Storken («La cicogna»)
- 1906 – Hanen («Il gallo»)